# Joanna Klepko
Joanna Krystyna Klepko, známější pod uměleckým jménem Cleo (* 25. června 1983 Štětín) je polská zpěvačka a skladatelka, která reprezentovala spolu s Donatanem Polsko na Eurovision Song Contest 2014.

## Biografie

### 2004–2012: Počátek kariéry, X Factor, Studio Garaż
Je absolventkou univerzity přírodních věd ve Varšavě, kde získala magisterský titul v oboru zahradní architektury. Byla členkou gospelového sboru Soul Connection či dua Dwie Asie a je také svázána s hip-hopovým prostředím. V roce 2011 se zúčastnila první sezóny pořadu X Factor. Při castingu vystoupila s písní „Proud Mary” z repertoáru Tiny Turner, ale její výkon na postup nestačil.
Zúčastnila se i první sezóny hudební soutěže Studio Garaż, kde získala první místo v kategorii rhythm and blues. Spolupracovala s takovými interprety, jako jsou Tusz Na Rękach, Onar, W Zmowie, Ramona 23 či WSRH.

### 2013–2015: Eurovision Song Contest, Hiper/Chimera
Od roku 2013 spolupracuje s Donatanem. 25. února 2014 bylo v pořadu Świat się kręci na kanále TVP1 oficiálně ohlášeno, že bude s Donatanem reprezentovat Polsko na Eurovision Song Contest 2014 s písní „My Słowianie”. 29. března 2014 vystoupila během propagačního koncertu v lotyšské Rize. 1. května 2014 se představila v průběhu koncertu Tu bije serce Europy, který se konal u příležitosti 10. výročí polského přistoupení k Evropské unii a zpěvačka na něm zazpívala eurovizní píseň „My Słowianie”.
Dne 8. května 2014 reprezentovala Polsko během druhého semifinále Eurovision Song Contest a kvalifikovala se do finále soutěže. Ve finále, které se konalo 10. května, obsadila celkové 14. místo v konkurenci dalších 25 evropských zemí.
Dne 31. května 2014 se představila na jevišti Lesní opery v kategorii Největší hity roku v rámci festivalu TOPtrendy 2014 s písní „My Słowianie” mezi umělci, jejichž písně byly v loňském roce nejčastěji hrány v rozhlasových stanicích. Během koncertu získala píseň „My Słowianie” zvláštní cenu od posluchačů rádia RMF MAXXX.
Dne 7. června 2014 byla jednou z těch, kteří se podíleli na koncertě SuperJedynki, jež se konal v rámci 51. Národního festivalu polské písně v Opole. Během koncertu byla spolu s Donatanem oceněna v kategorii SuperGwiazda. Zpěvačka zazpívala medley písní „My Słowianie” a „Cicha woda”. V červenci nahrála spolu s Donatanem a skupinou Enej píseň „Brać”, ke kterému byl v září vydán i videoklip.

#### Hiper/Chimera
Dne 7. listopadu 2014 vydala své debutové album s názvem Hiper/Chimera, které nahrála spolu s Donatanem. Dva dny před premiérou album získalo zlatou certifikaci a počet prodaných kopií přesáhl hranici 15 000 kusů. Album se nacházelo na první příčce v žebříčku prodejnosti OLiS. V lednu 2015 počet prodejů alba přesáhl 60 000 kusů a album bylo certifikováno dvojitou platinou.

### 2015–2017: Dancing with the Stars: Taniec z gwiazdami a Bastet
Od 11. září do 6. listopadu 2015 se účastnila 4. sezóny Dancing with the Stars. Taniec z gwiazdami, který vysílala komerční televizní stanice Polsat. Jejím tanečním partnerem byl Jan Kliment, se kterým obsadila 3. místo.
V prosinci Cleo podepsala kontrakt se společností Universal Music Polska. Dne 30. prosince byl vydán singl zpěvačky nazvaný „Zabiorę nas”, který je předzvěstí jejího prvního sólového studiového alba, který bude mít premiéru v roce 2016. V lednu byl vydán oficiální remix singlu, který měl na starosti Basto. Remix se objevil v reklamním spotu telekomunikační sítě T-Mobile za účasti zpěvačky. V květnu 2016 měl premiéru nový singl zpěvačky pod názvem „Wolę być”. Dne 5. července měl premiéru její další singl s názvem „N-O-C“.
Dne 1. září zpěvačka otevřela ve Varšavě svůj vlastní klub Bastet, ve kterém oslavila vydání své první sólové desky Bastet, které bylo vydáno o den později. Album debutovalo na pozici 3 v oficiálním seznamu prodejnosti (OLiS). Koncem září byla zpěvačka nominována na MTV Europe Music Awards 2016 v kategorii Nejlepší polský interpret. V prosinci byl vydán videoklip k jejímu dalšímu singlu s názvem „Na pół”.
Dne 26. května 2017 vyšla na trh reedice jejího druhého alba Bastet, která byla doplněna o druhé CD. Na něm byly uvedeny dvě nové skladby („Pali się” a „Serce”) a také instrumentální verze skladeb z alba. V červnu, v rozhovoru s Plejada.pl potvrdila, že pracuje na materiálu k třetímu studiovému albu.

### Od roku 2018: Třetí album a The Voice Kids
Dne 7. února 2018 představila videoklip k singlu „Łowcy gwiazd” a 6. června videoklip k písni „Eva”, kterou natočila v duetu s Mesajahem. Dne 18. června vydala píseň „Łowcy”, což je nová verze singlu „Łowcy gwiazd”, která se vztahuje k polské reprezentaci na Mistrovství světa ve fotbale.
Začátkem srpna bylo oznámeno, že Edyta Górniak kvůli zdravotním problémům své matky odstoupí z postu porotce v programu The Voice Kids a nahradí ji Cleo, kterou doporučila producentům sama Edyta Górniak.

## Diskografie

### Studiová alba
| Rok  | Detaily alba | Nejvyšší umístění | Certifikace               | Prodejnost     |
| Rok  | Detaily alba | POL               | Certifikace               | Prodejnost     |
| ---- | --- | ----------------- | ------------------------- | -------------- |
| 2014 | Hiper/Chimera (spolu s Donatanem) - Vydáno: 7. listopadu 2014 - Vydavatel: Urban Rec - Formát: CD, digitální distribuce | 1                 | - POL: 3× platinová deska | - POL: 90 000+ |
| 2016 | Bastet - Vydáno: 2. září 2016 - Vydavatel: Universal Music Polska - Formát: CD, digitální distribuce                    | 3                 | - POL: platinová deska    | - POL: 30 000+ |

### Singly
| Rok  | Titul                                        | Nejvyšší pozice | Nejvyšší pozice       | Certifikace               | Prodejnost      | Album               |
| Rok  | Titul                                        | POL (airplay)   | POL (airplay nowości) | Certifikace               | Prodejnost      | Album               |
| ---- | -------------------------------------------- | --------------- | --------------------- | ------------------------- | --------------- | ------------------- |
| 2013 | „My Słowianie” (& Donatan)                   | 2               | 2                     |                           |                 | Hiper/Chimera       |
| 2014 | „Cicha woda” (& Donatan, host: Sitek)        | 11              | 1                     |                           |                 | Hiper/Chimera       |
| 2014 | „Slavica” (& Donatan)                        | –               | –                     |                           |                 | Hiper/Chimera       |
| 2014 | „Ten czas” (& Donatan, host: Kamil Bednarek) | –               | –                     |                           |                 | Hiper/Chimera       |
| 2014 | „Brać” (& Donatan, host: Enej)               | –               | 1                     |                           |                 | Hiper/Chimera       |
| 2014 | „Sztorm” (& Donatan)                         | –               | –                     |                           |                 | Hiper/Chimera       |
| 2015 | „Zabiorę nas”                                | 8               | 2                     | * POL: diamantová deska   | * POL: 100 000+ | Bastet (+ reedycja) |
| 2016 | „Wolę być”                                   | 34              | 1                     | * POL: platinová deska    | * POL: 20 000+  | Bastet (+ reedycja) |
| 2016 | „N-O-C”                                      | 28              | 4                     | * POL: 3× platinová deska | * POL: 60 000+  | Bastet (+ reedycja) |
| 2016 | „Na pół”                                     | 35              | 2                     | * POL: zlatá deska        | * POL: 10 000+  | Bastet (+ reedycja) |
| 2017 | „Serce”                                      | –               | –                     |                           |                 | Bastet (+ reedycja) |
| 2017 | „Pali się” (host: Sitek)                     | –               | –                     |                           |                 | Bastet (+ reedycja) |
| 2018 | „Łowcy gwiazd”                               | 6               | 1                     | * POL: 2× platinová deska | * POL: 40 000+  | –                   |
| 2018 | „Eva” (host: Mesajah)                        | –               | –                     |                           |                 | –                   |
| 2018 | „Film”                                       | 54              | 2                     |                           |                 | –                   |
| 2019 | „Wrrra”                                      | –               | –                     |                           |                 | –                   |

### Skladby v žebříčcích
| Rok  | Název                                                       | Nejvyšší umístění | Album         |
| Rok  | Název                                                       | POL (nowości)     | Album         |
| ---- | ----------------------------------------------------------- | ----------------- | ------------- |
| 2015 | „Nie pozwól” (spolu s Donatanem, hostující: Kamil Bednarek) | 2                 | Hiper/Chimera |

### Hostující vystoupení
| Rok  | Umělec – Album                              | Utwór |
| ---- | ------------------------------------------- | --- |
| 2004 | Pih – Krew, pot i łzy                       | - „Krew, pot i łzy” (hostující: Dwie Asie) - „Spojrzenia na nas” (hostující: Fenomen, Dwie Asie) - „Cokolwiek” (hostující: Dwie Asie) |
| 2005 | Płomień 81 – Historie z sąsiedztwa          | - „Trudno mnie kochać” (hostující: Dwie Asie) - „To nie tak” (hostující: Dwie Asie)                                                   |
| 2005 | Endefis – Być albo nie być                  | - „Nie chcę być sam” (hostující: Dwie Asie) - „95-96” (hostující: Rademenes, Dwie Asie) - „Życzenia” (hostující: Dwie Asie)           |
| 2007 | Onar – Pod prąd                             | - „Nie zapomnij o mnie” (hostující: Cleo)                                                                                             |
| 2011 | Onar – Dorosłem do rapu                     | - „Otwieram okno” (hostující: Cleo) - „Apetyt” (hostující:Cleo)                                                                       |
| 2012 | Ramona 23 – Magiczne pióro                  | - „Tu” (hostující: Cleo) |
| 2012 | WSRH – Szkoła wyrzutków                     | - „Napadam na banki” (hostující: Cleo, Ero i Ramona 23)                                                                               |
| 2012 | Bonson, Matek – Historia po pewnej historii | - „Pan śmieć (JH Remix)” (hostující: Cleo)                                                                                            |
| 2013 | W Zmowie – Jestem...                        | - „Całym sobą” (hostující: Cleo) |
| 2013 | Tusz na Rękach – W brzuchu bestii           | - „Głód” (hostující: Cleo) |

### Videoklipy
| Rok       | Titul                                                 | Režisér                        | Album           |
| --------- | ----------------------------------------------------- | ------------------------------ | --------------- |
| 2013      | „My Słowianie” (spolu s Donatanem)                    | Piotr Smoleński                | Hiper/Chimera   |
| 2014      | „Cicha woda” (spolu s Donatanem, host: Sitek)         | Piotr Smoleński                | Hiper/Chimera   |
| 2014      | „Slavica” (spolu s Donatanem)                         | Piotr Smoleński                | Hiper/Chimera   |
| 2014      | „Brać” (spolu s Donatanem, host: Enej)                | Piotr Smoleński                | Hiper/Chimera   |
| 2014      | „Sztorm” (spolu s Donatanem)                          | Piotr Smoleński                | Hiper/Chimera   |
| 2015      | „B.I.T.” (spolu s Donatanem, host: Waldemar Kasta)    | Piotr Smoleński                | Hiper/Chimera   |
| 2015      | „Zabiorę nas”                                         | Piotr Smoleński                | Bastet          |
| 2016      | „Wolę być”                                            | Piotr Smoleński, Michał Konrad | Bastet          |
| 2016      | „N-O-C”                                               | Piotr Smoleński, Michał Konrad | Bastet          |
| 2016      | „Na pół”                                              | Piotr Smoleński, Michał Konrad | Bastet          |
| 2017      | „Pali się” (host: Sitek)                              | Michał Konrad                  |                 |
| 2018      | „Łowcy gwiazd”                                        | Michał Konrad                  |                 |
| 2018      | „Eva” (host: Mesajah)                                 | Michał Konrad                  |                 |
| 2018      | „Film”                                                | Michał Konrad                  |                 |
| Hostující |                                                       |                                |                 |
| 2005      | Pih – „Cokolwiek” (host: Dwie Asie)                   | –                              | Krew, pot i łzy |
| 2014      | Cezet (CeHa), Dwie Twarze – „Sentymenty” (host: Cleo) | –                              | –               |

## Nominace a ocenění
| Rok  | Kategorie                                               | Soutěž                                 | Výsledek  |
| ---- | ------------------------------------------------------- | -------------------------------------- | --------- |
| 2014 | Videoklip roku („My Słowianie”)                         | Plebiscyt Onet.pl                      | vítězství |
| 2014 | Největší hit roku („My Słowianie”)                      | TOPtrendy 2014                         | nominace  |
| 2014 | Cena rozhlasových posluchačů RMF MAXXX („My Słowianie”) | TOPtrendy 2014                         | vítězství |
| 2014 | SuperGwiazda w sieci                                    | SuperJedynki                           | vítězství |
| 2014 | Největší duet roku                                      | Lato ZET i Dwójki (Festiwal „Na Fali”) | vítězství |
| 2014 | Nejlepší umělec                                         | Eska Music Awards 2014                 | nominace  |
| 2014 | Nejlepší hit („My Słowianie”)                           | Eska Music Awards 2014                 | vítězství |
| 2014 | Nejlepší rozhlasový debut                               | Eska Music Awards 2014                 | nominace  |
| 2014 | Eska TV Award – Nejlepší videoklip („My Słowianie”)     | Eska Music Awards 2014                 | nominace  |
| 2014 | Eska TV Award – Nejlepší videoklip („Cicha woda”)       | Eska Music Awards 2014                 | nominace  |
| 2014 | eskaGO Award – Najlepszy artysta w sieci                | Eska Music Awards 2014                 | vítězství |
| 2015 | Cyfrowa Piosenka Roku („My Słowianie”)                  | Polsat SuperHit Festiwal 2015          | vítězství |
| 2015 | Cyfrowa Piosenka Roku („Brać”)                          | Polsat SuperHit Festiwal 2015          | 3. místo  |
| 2015 | SuperAlbum (Hiper/Chimera)                              | SuperJedynki                           | vítězství |
| 2015 | eskaGO Award – Najlepszy artysta w sieci                | Eska Music Awards 2015                 | nominace  |
| 2016 | Nejlepší umělec                                         | Eska Music Awards 2016                 | nominace  |
| 2016 | Eska TV Award – Najlepší videoklip („Zabiorę nas”)      | Eska Music Awards 2016                 | nominace  |
| 2016 | eskaGO Award – Najlepszy artysta w sieci                | Eska Music Awards 2016                 | nominace  |
| 2016 | Nejlepší polský počin                                   | MTV Europe Music Awards 2016           | nominace  |
| 2017 | Debut roku                                              | Velký galavečer hvězd Plejady          | nominace  |

## Účast televizních pořadech
- 2011: X Factor – účastnice (1. série)
- 2014: Świat się kręci – host
- 2015: Dancing with the Stars. Taniec z gwiazdami – účastnice (4. série, s Janem Klimentem se umístila na 3. místě)
- 2019: The Voice Kids – porotce